# Alfons Weisser

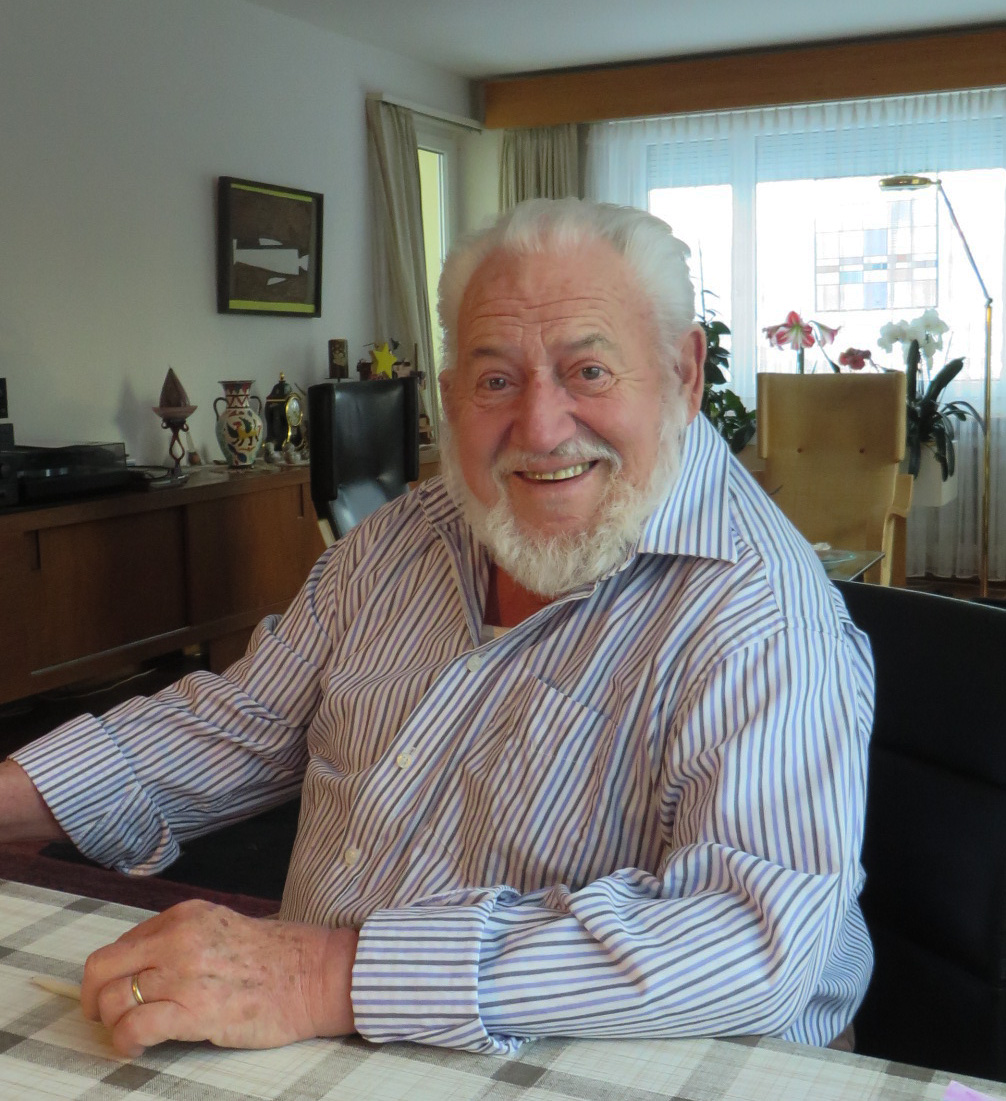
Alfons Weisser im Alter von 84 Jahren (2016)

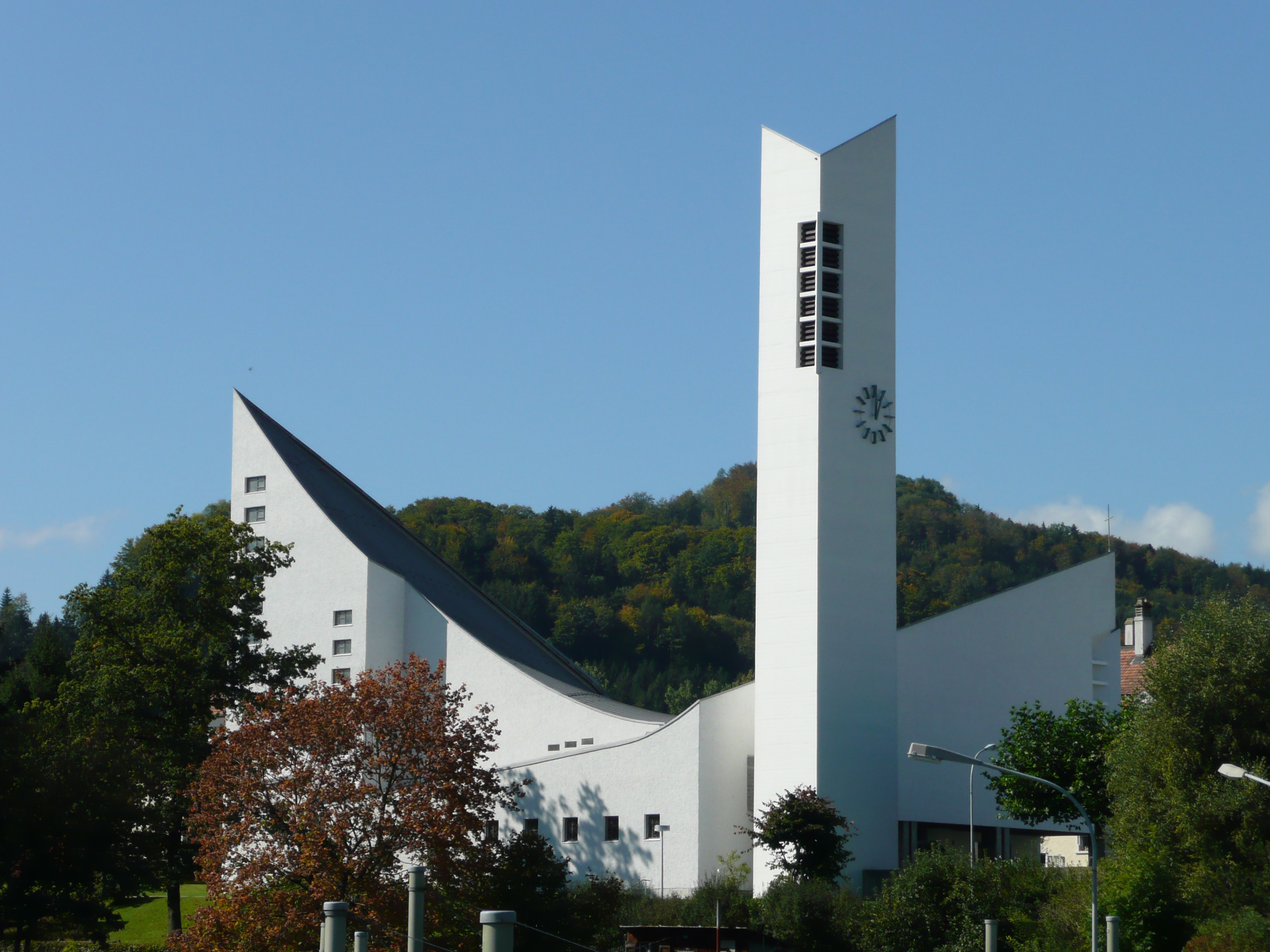
Katholische Kirche St. Gallen-Winkeln, 1959 fertiggestellt

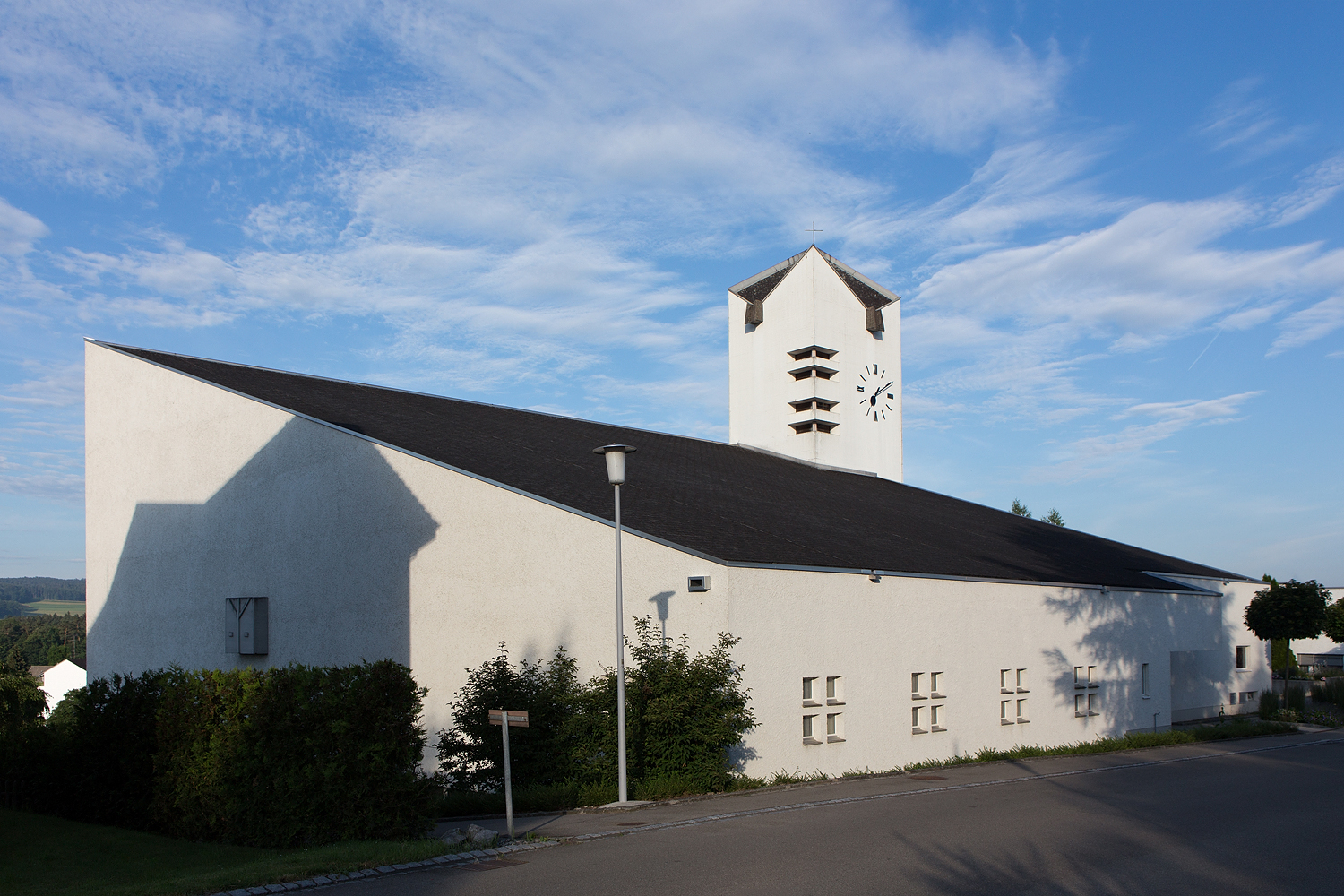
Katholische Kirche in Sulgen (TG), 1961 fertiggestellt

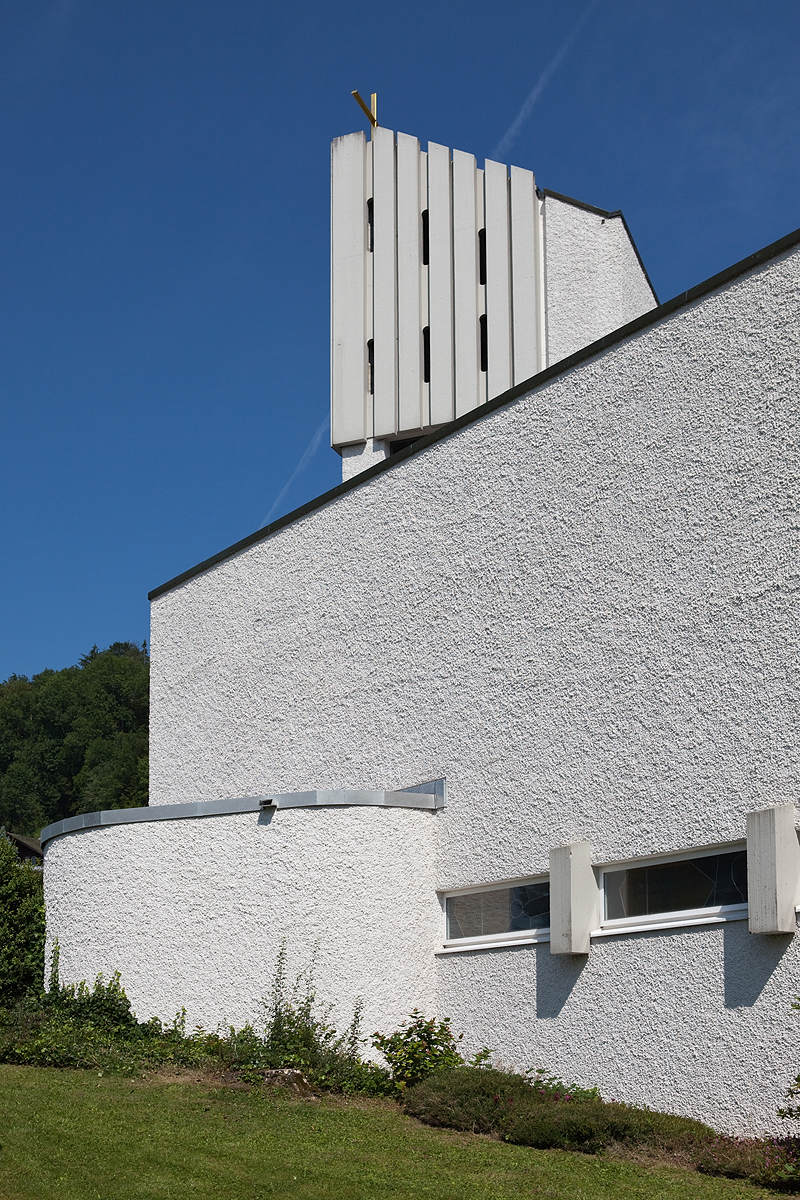
Katholische Kirche in Teufen (AR), 1976 fertiggestellt

Alfons Weisser (* 17. Juli 1931 in St. Gallen; † 10. Dezember 2016 ebenda) war ein Schweizer Architekt und Künstler.

## Leben
Alfons Weisser erlangte 1950 die Matura an der Kantonsschule St. Gallen und studierte an der ETH Zürich Architektur, unterbrochen durch Praktika, bis er 1956 mit dem Diplom abschloss. Nachdem er bereits ein Praktikum im Architekturbüro von Ernest Brantschen in St. Gallen absolviert hatte, trat er in dieses Büro als Entwurfsarchitekt ein. Schon 1957 gewann der von ihm geprägte Entwurf für die neue katholische Kirche in St. Gallen-Winkeln den ersten Preis einer entsprechenden Ausschreibung. Das bautechnische Risiko mit dem damals gewagten, stützenlosen Betondach wurde nur dank dem guten Ruf von Brantschen und der Mitwirkung des Baustatikers Heinz Hossdorf eingegangen. Die 1959 fertiggestellte, revolutionär moderne Kirche steht inzwischen unter Bundesschutz. Es folgten mehrere, im Wesentlichen von Weisser als Mitarbeiter des Büros Brantschen entworfene Kirchenbauten. In 1965 trat Weisser in die Architektengemeinschaft Pfister & Weisser über, wo er bis 1980 weitere Projekte ausarbeitete und verwirklichte. Nachdem er bereits seit 1963 Lehraufträge an der Kunstgewerbeschule St. Gallen wahrgenommen hatte, wirkte er von 1972 bis 1994 als Fachlehrer an der Gewerbeschule.
Aquarelle von dipl. Architekt ETH/SIA Weisser wurden periodisch in Galerien ausgestellt. 2001 fand eine Gesamtwerkausstellung im Ausstellungssaal des Regierungsgebäudes des Kantons St. Gallen statt, wobei sowohl architektonische Entwurfsmodelle wie auch viele seiner Zeichnungen und Aquarelle ausgestellt wurden.
Im Jahr 2011 setzte sich Weisser zusammen mit Mitstreitern gegen die geplante Umgestaltung des Marktplatzes in St. Gallen ein, welche die Entfernung der Wartehalle, gestaltet durch den spanischen Architekten Santiago Calatrava, vorsah. In der entsprechenden Volksabstimmung vom 15. Mai 2011 wurde in der Folge dieses Projekt abgelehnt.
Weisser war verheiratet und hatte drei Töchter.

## Werke
mit Ernest Brantschen
- Katholische Kirche, St. Gallen-Winkeln, 1957–1959
- Katholische Kirche, Sulgen (TG), 1959–1961[6]
- Katholische Kirche St. Othmar, Roggwil (TG), 1963
- St. Fridolinskirche, Glarus, 1962–1964[7]
- Liebfrauenkirche, Nussbaumen bei Baden, 1965–1967[8]

in der Architektengemeinschaft Pfister + Weisser
- Erster Preis Wettbewerb für Sekundarschulhaus Zil, St. Gallen, 1968
- St. Josefskirche, Matzingen, 1971
- Katholische Kirche, Teufen (AR), 1974–1976[9]
- Kirche St. Anton, Diepoldsau, 1977–1978[10]

## Einzelnachweise

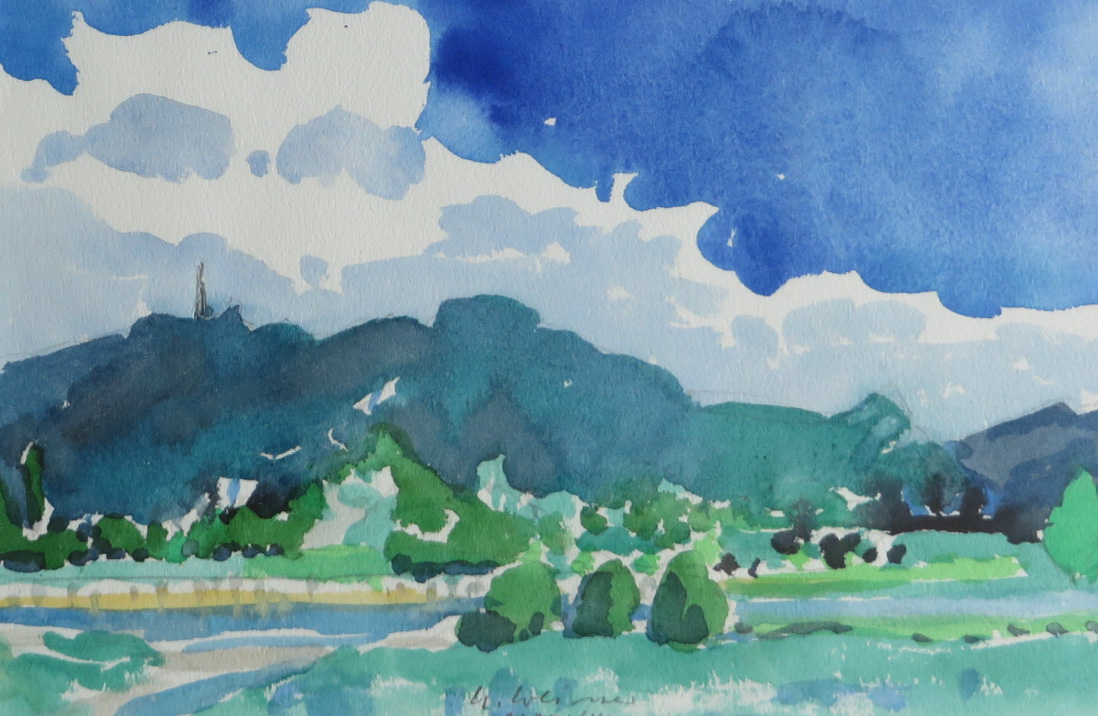
Alfons Weisser: Aquarelle Pfänder, A
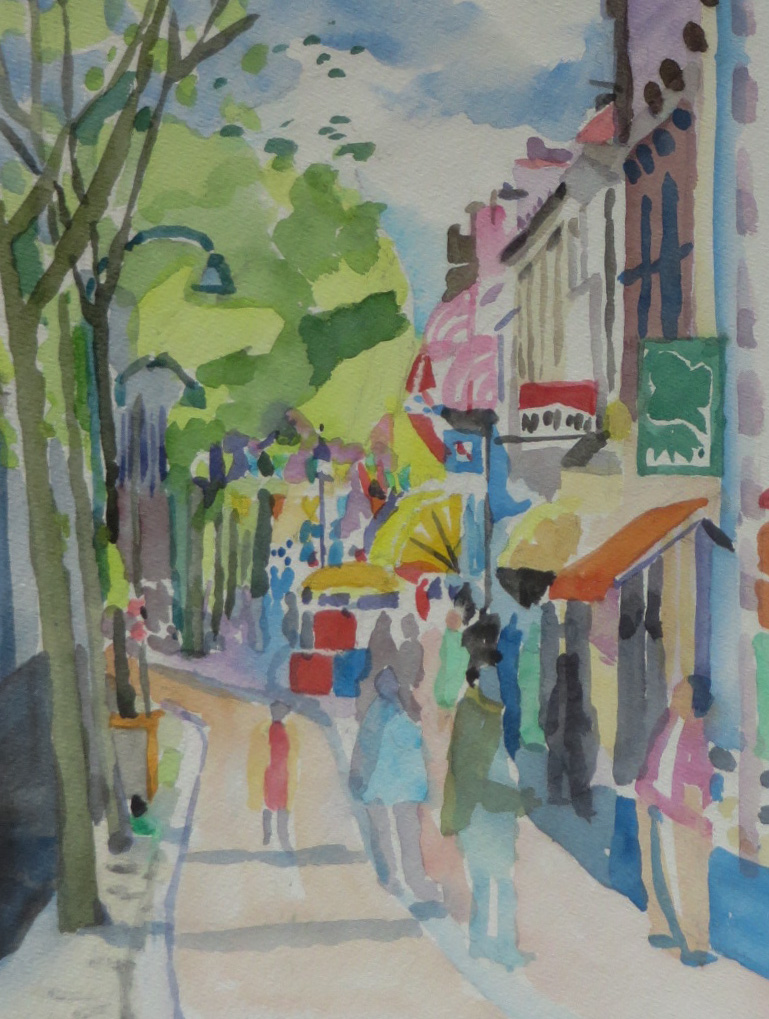
Strässchen in Delft, NL
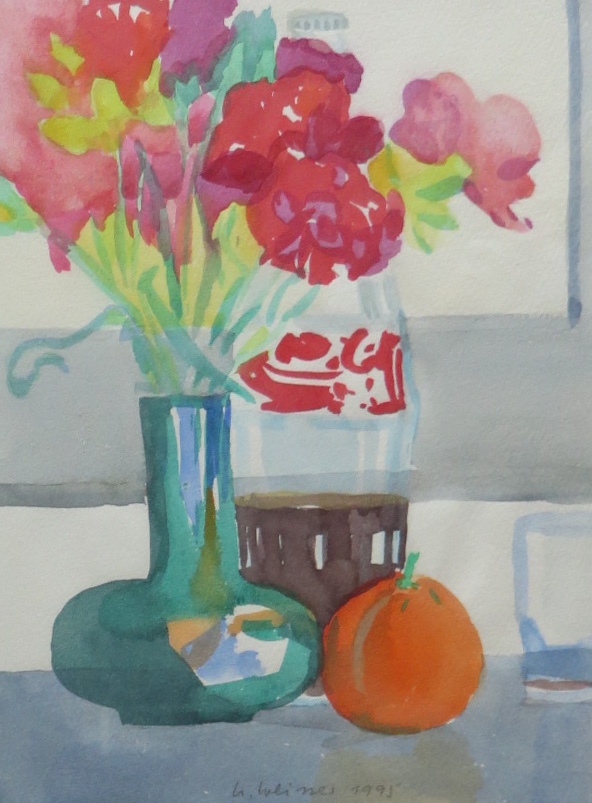
Stillleben
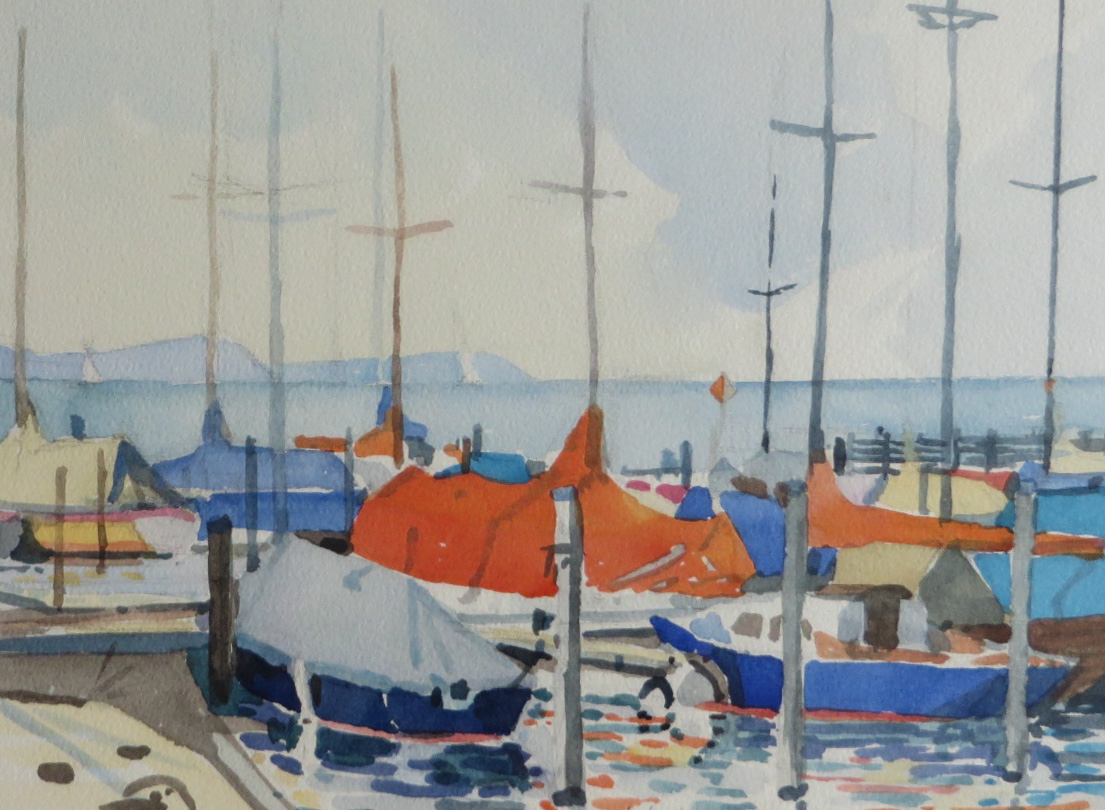
Bootshafen in Altnau am Bodensee, CH
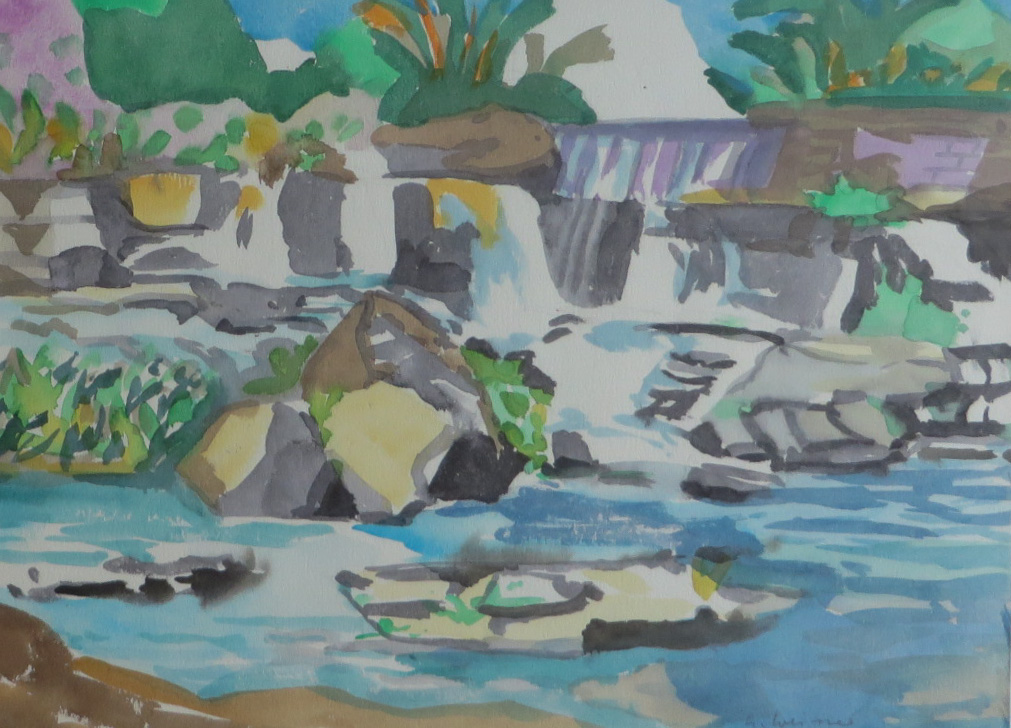
Fluss in Mauritius
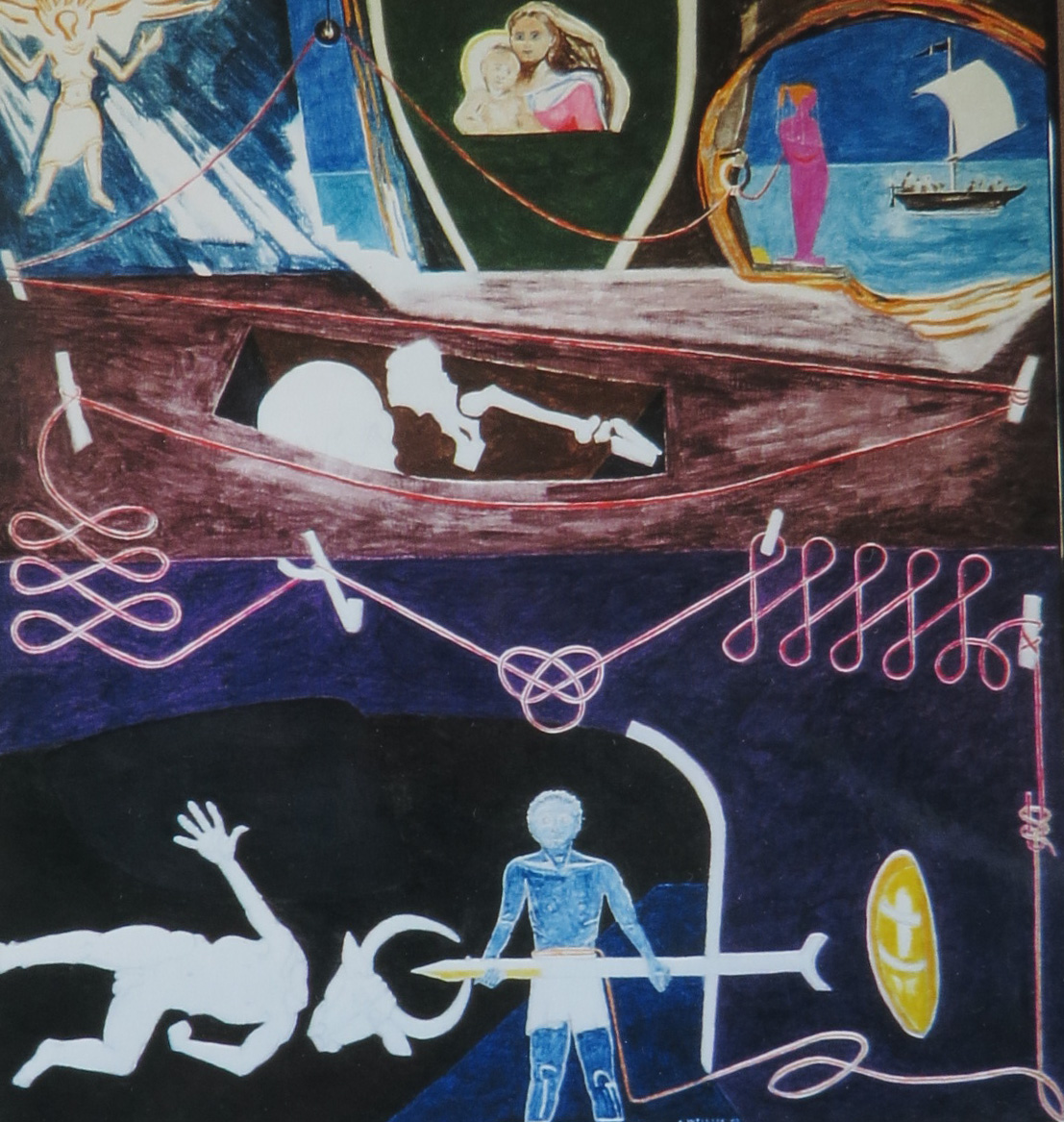
Faden der Ariadne (Sage)
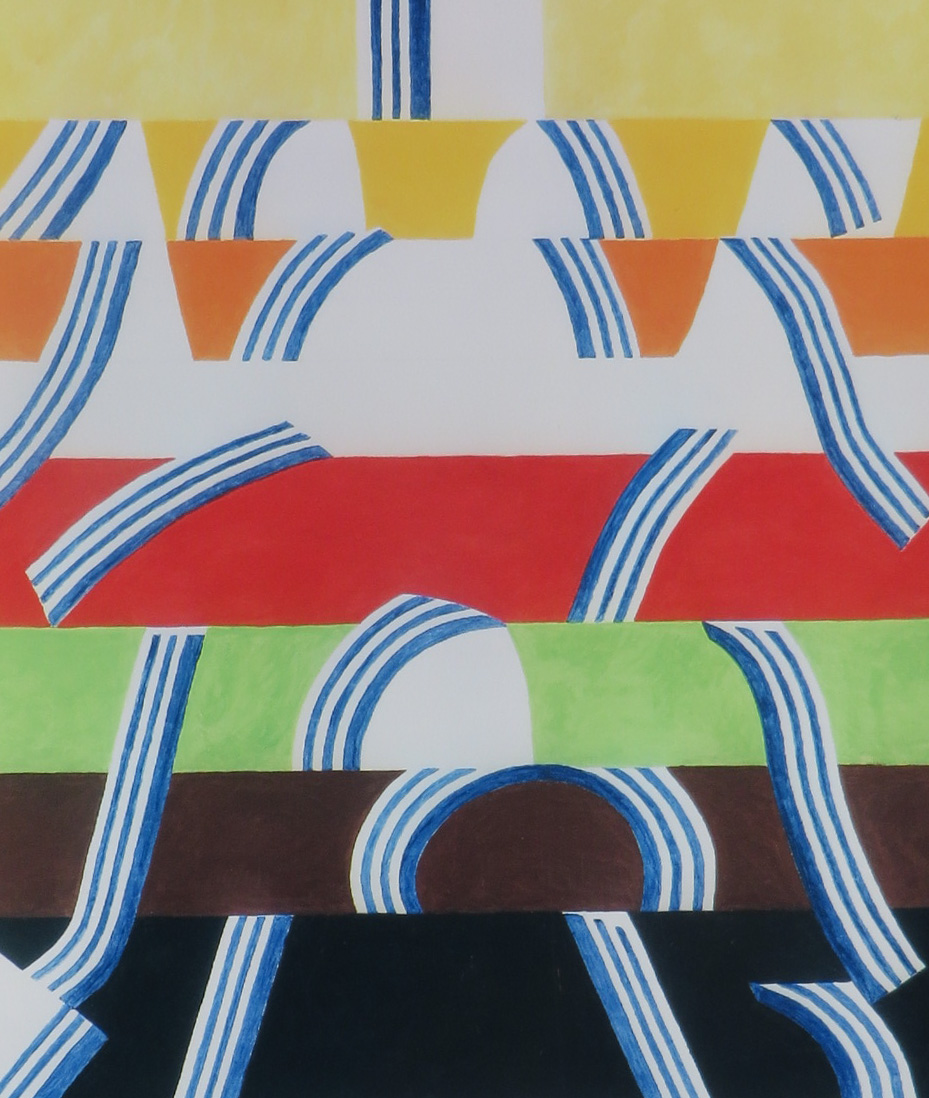
Zu Ehren von Mutter Teresa, Ordensfrau in Indien